# Языковая политика
Языковая политика — система мероприятий и законодательных актов, проводимая властями и/или общественными институтами страны, которые ставят перед собой определённые социально-языковые цели. К последним относятся: изменение или сохранение существующих функционально-языковых норм, а также поддержка языков. Языковая политика, как и любой другой вид политики отражает ценности определённого класса, партии, этноса, часто в ущерб интересам других партий, классов, народов или субэтнических групп. Идеологи той или иной языковой политики часто руководствуются целым рядом социально-политических, экономических, идеологических, психологических, эстетических и культурных соображений.

## Классификация
В тех случаях, когда языковая политика пытается изменить статус-кво, она считается перспективной (в советской и российской научной литературе под этим термином понимается языковое строительство, а в западноевропейском — языковое планирование). В тех случаях, когда политическая элита удовлетворена сложившимися языковыми нормами языка и речи и/или препятствует установлению новых, языковая политика считается ретроспективной. Эффективность языковой политики также зависит от целого ряда факторов. Особой сложностью и конфликтностью языковая политика отличается тогда, когда она направлена на изменение сложившейся языковой ситуации, то есть на изменение типов контактирования и взаимодействия двух и более языков в рамках одного государства, народа, региона, и т. д.

## Языковая политика в России
Языковая политика в России — система мероприятий в сфере языковой ситуации России, проводимая властями и общественными институтами страны.
В основном, языковая сфера регулируется двумя нормативно-правовыми актами — Законом «О языках народов Российской Федерации» 1991 года и Законом «О государственном языке Российской Федерации».

## Примеры
- Закон Украины об основах государственной языковой политики
- Языковая политика в Казахстане
- Языковая политика во Франции
- Языковая политика в Квебеке[6]
- Мадьяризация 1848—1918
- Русификация Финляндии
- Гражданин, говори по-турецки!